# Azoty-Puławy
Klub Sportowy Piłki Ręcznej Azoty-Puławy – polski męski klub piłki ręcznej, powstały w 1975 jako sekcja Wisły Puławy, od 2003 działający jako oddzielny podmiot. W latach 2003–2006 nosił nazwę Wisła-Azoty Puławy. Od sezonu 2005/2006 występuje nieprzerwanie w Superlidze.
Sześciokrotny brązowy medalista mistrzostw Polski oraz finalista Pucharu Polski w sezonie 2017/2018. Półfinalista Challenge Cup w sezonie 2013/2014, uczestnik fazy grupowej Pucharu EHF w sezonach 2017/2018 i 2018/2019.

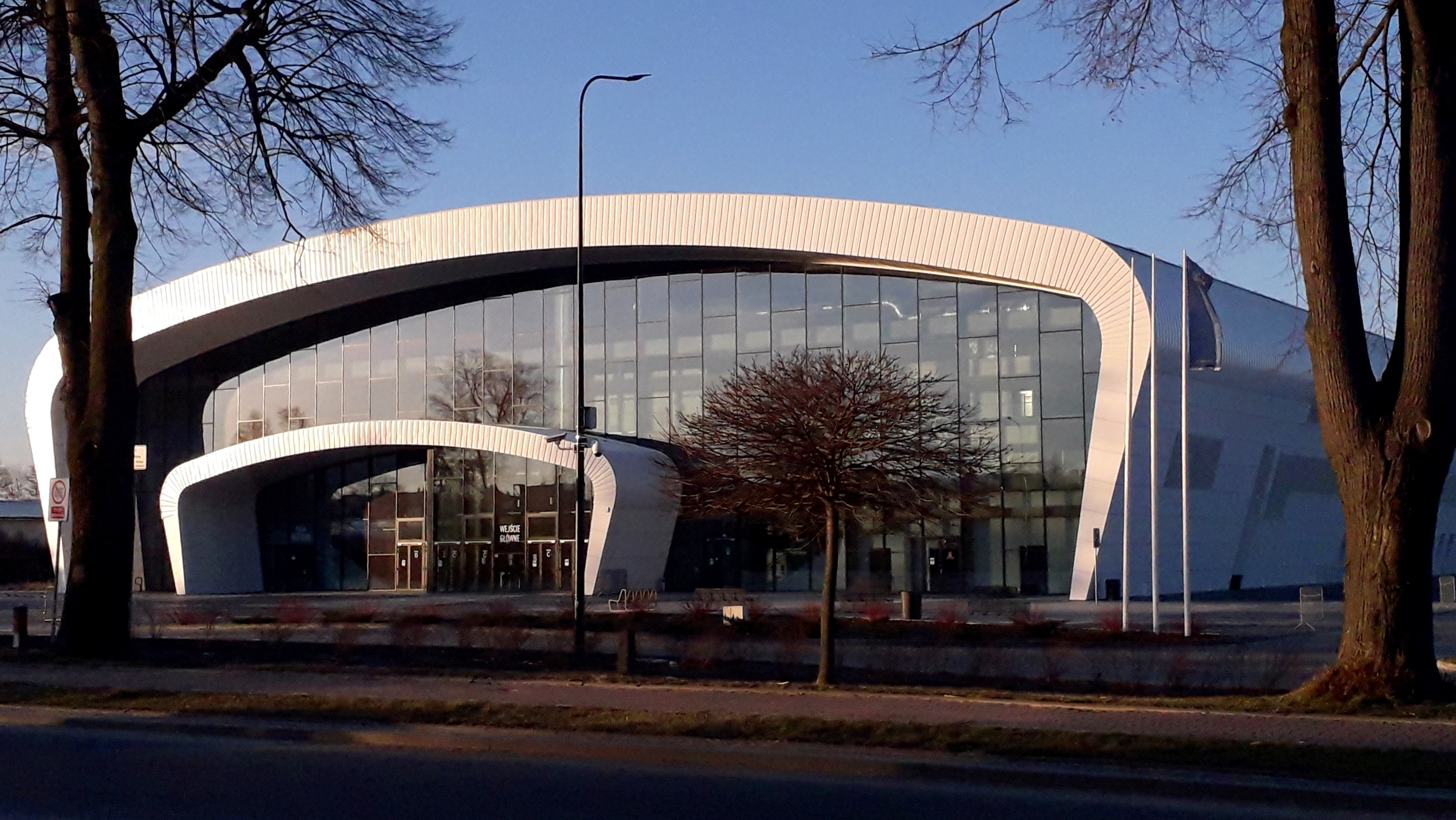
Grupa Azoty Arena

## Historia

### Rozgrywki krajowe

#### 1975–2014
Sekcję piłki ręcznej w Wiśle Puławy utworzono we wrześniu 1975. Jej pierwszym kierownikiem został Marian Kostyra, natomiast trenerem – Wojciech Pastuszko. W 1978 zespół wywalczył awans do klasy międzywojewódzkiej. W kolejnych latach klub odnosił sukcesy w kategorii juniorów, m.in. w 1985 zdobył w Nowej Soli mistrzostwo Polski juniorów. W 1990 zespół seniorów po raz pierwszy awansował do II ligi, a w 1994 uzyskał promocję do I ligi. W debiutanckim sezonie 1994/1995 w najwyższej klasie rozgrywkowej Wisła Puławy zajęła miejsce spadkowe (do pozycji dającej utrzymanie zabrakło jej jednego punktu) i została zdegradowana do II ligi. Występowała w niej do 1999. W sezonie 1999/2000, po reorganizacji rozgrywek, trafiła do grupy B II ligi, stanowiącej trzeci poziom ligowy.
W 2003 utworzono nowy klub piłki ręcznej, który przyjął nazwę Wisła-Azoty Puławy (jego sponsorem zostały Zakłady Azotowe „Puławy”), a jego prezesem został Jerzy Witaszek. W sezonie 2003/2004 zespół występował w II lidze, natomiast w sezonie 2004/2005 grał w I lidze, wywalczając awans do Ekstraklasy. W sezonie 2005/2006 drużyna zajęła w najwyższej klasie rozgrywkowej 10. miejsce. W połowie marca 2006 zmieniono nazwę klubu na Azoty-Puławy. W sezonie 2006/2007 zespół zajął w Ekstraklasie 9. pozycję, w sezonie 2007/2008 – 6. miejsce, a w sezonie 2008/2009 zakończył zmagania na 9. pozycji.
W sezonie 2009/2010 Azoty-Puławy po raz pierwszy awansowały do półfinału play-off (po pokonaniu w ćwierćfinale Zagłębia Lubin), w którym przegrały z Vive Kielce (18:31; 26:34; 23:36). W rywalizacji o 3. miejsce puławski zespół trzykrotnie przegrał z Wisłą Płock (26:32; 25:35; 26:29) i ostatecznie zakończył rozgrywki na 4. pozycji. Ponadto skrzydłowy Azotów-Puławy Wojciech Zydroń, który zdobył 247 goli, został królem strzelców Ekstraklasy. W sezonach 2010/2011 i 2011/2012 puławska drużyna zajmowała w Superlidze 5. miejsce. W sezonie 2012/2013 zespół po raz drugi awansował do półfinału play-off, w którym został pokonany przez Vive Kielce (21:49; 23:39; 23:25). W rywalizacji o 3. miejsce zmierzył się z MMTS-em Kwidzyn. Po pierwszych dwóch meczach, które odbyły się w Puławach, był remis 1:1, trzecie spotkanie wygrały Azoty, czwarte zaś MMTS. O końcowym rozstrzygnięciu zadecydował więc piąty mecz, który rozegrano 29 maja 2013 w Puławach – Azoty przegrały 28:29, kończąc ostatecznie rozgrywki na 4. pozycji. W sezonie 2013/2014 puławski zespół w rywalizacji o 3. miejsce przegrał z Górnikiem Zabrze (33:34; 29:30; 26:29).

#### 2014–2018
Przed sezonem 2014/2015 do drużyny dołączyli m.in. reprezentanci Bośni i Hercegowiny Nikola Prce i Kosta Savić, a trenerem został Dragan Marković. Szkoleniowiec został zwolniony w październiku 2014, po siedmiu kolejkach ligowych, bowiem zarząd klubu uznał, że wyniki nie były adekwatne do posiadanego potencjału osobowego. Bośniackiego trenera zastąpił Ryszard Skutnik, który pozostał na stanowisku do czerwca 2016. Rundę zasadniczą Azoty zakończyły na 6. miejscu w tabeli z bilansem dziewięciu zwycięstw, czterech remisów i dziewięciu porażek. W ćwierćfinale play-off pokonały Górnika Zabrze (33:30; 38:32), zaś w półfinale przegrały z Wisłą Płock (18:24; 28:30; 29:31). W rywalizacji o 3. pozycję zmierzyły się z Pogonią Szczecin. Po pierwszych dwóch meczach, które rozegrano w Szczecinie, był remis 1:1. Dwa kolejne spotkania rozegrane 22 i 23 maja 2015 w Puławach wygrały Azoty (29:20; 41:29), zdobywając brązowy medal mistrzostw Polski. Królem strzelców Superligi został Przemysław Krajewski (160 bramek).
W 2015 zespół wzmocnili m.in. Michał Kubisztal, Patryk Kuchczyński, Robert Orzechowski i czeski obrotowy Leoš Petrovský. Do fazy play-off w sezonie 2015/2016 Azoty przystąpiły z 3. miejsca po rundzie zasadniczej (16 zwycięstw, jeden remis, pięć porażek; 33 punkty). W ćwierćfinale wyeliminowały Chrobrego Głogów, a w 1/2 finału przegrały z Wisłą Płock. W rywalizacji o 3. miejsce pokonały MMTS Kwidzyn – w decydującym piątym meczu, który rozegrano 18 maja 2016 w Puławach, zwyciężyły 33:24, a najwięcej bramek (9) zdobył Nikola Prce. Przed rozpoczęciem sezonu 2016/2017 Ryszarda Skutnika na stanowisku trenera zastąpił Marcin Kurowski, a do drużyny dołączyli m.in. Bartosz Jurecki i Wałentyn Koszowyj. W rundzie zasadniczej Azoty wygrały 20 meczów i sześć przegrały. Z dorobkiem 50 punktów uplasowały się na 3. miejscu w tabeli zbiorczej i 2. pozycji w tabeli grupy pomarańczowej. W ćwierćfinale play-off (20 i 26 kwietnia 2017) wyeliminowały Wybrzeże Gdańsk (27:24; 28:21), natomiast w półfinale zostały pokonane przez Wisłę Płock (26:29; 24:33). W rywalizacji o brązowy medal zmierzyły się z MMTS-em Kwidzyn – w pierwszym meczu przegrały 18:24, lecz w rozegranym 26 maja 2017 w Puławach rewanżu wygrały 30:20, kończąc ostatecznie rozgrywki na 3. miejscu.
W 2017 nowym trenerem Azotów-Puławy został Daniel Waszkiewicz. W zespole doszło do wielu zmian kadrowych. Opuścili go: Sebastian Zapora, Rafał Przybylski, Przemysław Krajewski, Jan Sobol, Leoš Petrovský i Michał Kubisztal. W ich miejsce przybyli: grający przez wiele sezonów we francuskiej ekstraklasie Paweł Podsiadło i Marko Panić, dwukrotny król strzelców Superligi Witalij Titow, a także Wojciech Gumiński, Mateusz Seroka, Piotr Jarosiewicz i Danieł Dupjaczanec. W trakcie rozgrywek, w styczniu 2018, do drużyny dołączył także doświadczony ukraiński rozgrywający Władysław Ostrouszko. W rundzie zasadniczej Superligi puławska drużyna wygrała 24 mecze, a sześć przegrała. Z dorobkiem 84 punktów zajęła 2. miejsce w grupie pomarańczowej i 3. w tabeli zbiorczej. Fazę play-off rozpoczęła od wyeliminowania w ćwierćfinale Chrobrego Głogów (28:25; 24:24). W półfinale zmierzyła się z Vive Kielce – w pierwszym meczu przegrała 27:37, a w drugim 34:35, prowadząc jednak przez większość spotkania z wyżej notowanym rywalem i pozostawiając po sobie wrażenie zespołu bardziej zmobilizowanego i bardziej skoncentrowanego. W rywalizacji o 3. miejsce, której mecze rozegrano 29 maja 2018 i 2 czerwca 2018, Azoty pokonały Gwardię Opole (30:28; 31:26) i po raz czwarty z rzędu zdobyły brązowy medal mistrzostw Polski. Najskuteczniejszym zawodnikiem puławskiego zespołu w sezonie 2017/2018 był Marko Panić, który rzucił 166 bramek, natomiast obrotowy Azotów Bartosz Jurecki, który po zakończeniu rozgrywek zakończył karierę zawodniczą, został wybrany najlepszym obrotowym Superligi. W sezonie 2017/2018 puławska drużyna dotarła też po raz pierwszy do finału Pucharu Polski, w którym 13 maja 2018 w Kaliszu przegrała z Vive Kielce (29:35).

#### 2018–2019
Przed rozpoczęciem sezonu 2018/2019 nowym trenerem Azotów-Puławy został Bartosz Jurecki, który zakończył karierę zawodniczą, a do drużyny dołączyli reprezentanci Chorwacji Ante Kaleb i Jerko Matulić (finalista Ligi Mistrzów w sezonie 2017/2018) oraz reprezentant Polski Łukasz Rogulski. Komentatorzy wskazywali, że wzmocniony w ten sposób puławski zespół może zagrozić Wiśle Płock i stać się drugą siłą w Polsce. Sezon zasadniczy zweryfikował jednak te plany: Azoty, oprócz porażek z wyżej notowanymi Vive Kielce i Wisłą Płock, przegrały również z Górnikiem Zabrze (25:28; 29:29 k. 1:3), Piotrkowianinem Piotrków Trybunalski (31:32), Zagłębiem Lubin (28:31), Chrobrym Głogów (33:34) i MMTS-em Kwidzyn (26:28). Na początku marca 2019 Bartosza Jureckiego, który został dyrektorem sportowym klubu, zastąpił na stanowisku trenera Zbigniew Markuszewski. Do fazy play-off Azoty przystąpiły z 5. miejsca w tabeli (16 zwycięstw, 10 porażek). W 1/4 finału spotkały się z Gwardią Opole, którą w fazie zasadniczej ograły dwukrotnie. W pierwszym meczu, który rozegrano 17 kwietnia 2019 w Puławach, przegrały 25:27, natomiast w spotkaniu rewanżowym, które odbyło się 26 kwietnia 2019 w Opolu, uległy 25:28, odpadając z rywalizacji o medale mistrzostw Polski. W ten sposób po raz pierwszy od 2012 puławska drużyna nie weszła do półfinału. Prezes klubu Jerzy Witaszek przyznał po zakończeniu sezonu, że Azoty „zgubiła zbytnia pewność siebie i rutyna, która w tym przypadku okazała się złym doradcą”, a ponadto ogłosił, że latem 2019 zespół opuści 10 zawodników, tj. ponad połowa kadry.

### Europejskie puchary
W europejskich pucharach Azoty-Puławy zadebiutowały w sezonie 2010/2011, w którym dotarły do ćwierćfinału Challenge Cup (w rundzie tej przegrały ze słoweńskim RK Koper). Puławski klub brał udział w tych rozgrywkach również w sezonach 2011/2012 i 2012/2013. W sezonie 2013/2014 Azoty-Puławy awansowały do 1/2 finału Challenge Cup, w którym zostały pokonane przez IK Sävehof – w pierwszym meczu, który rozegrano 20 kwietnia 2014 w Szwecji, przegrały 38:40, natomiast w rewanżu, który odbył się 26 kwietnia 2014 w Puławach, uległy 28:30.
W sezonie 2015/2016 Azoty-Puławy przystąpiły do gry w Pucharze EHF – w 3. rundzie eliminacyjnej przegrały ze szwajcarskim Pfadi Winterthur (25:29; 23:30) i nie awansowały do fazy grupowej. Również w sezonie 2016/2017 puławskiej drużynie nie udało się wywalczyć promocji do fazy grupowej – choć w pierwszym spotkaniu 3. rudny kwalifikacyjnej Azoty pokonały Benfikę 34:29, to w rewanżu rozegranym 27 listopada 2016 w Portugalii przegrały 18:24, uzyskując w dwumeczu gorszy bilans bramek.
W sezonie 2017/2018 puławska drużyna pokonała w 3. rundzie eliminacyjnej duński TTH Holstebro (30:27; 29:32; lepszy bilans bramek zdobytych na wyjeździe) i po raz pierwszy w swojej historii awansowała do fazy grupowej Pucharu EHF. Wobec niespełniania przez halę w Puławach przepisów EHF (niewystarczająca ilość miejsca za liniami bocznymi i pojemność trybun), klub zadecydował, że mecze fazy grupowej będzie rozgrywał w hali „Globus” w Lublinie (rozważano również halę w Ostrowcu Świętokrzyskim i halę w Białej-Podlaskiej). W fazie grupowej Pucharu EHF Azoty-Puławy zadebiutowały 11 lutego 2018, pokonując w spotkaniu domowym 31:29 szwajcarski Wacker Thun. Następnie przegrały z hiszpańskim BM Granollers i dwa razy z francuskim Chambéry Savoie. W 5. kolejce wygrały na wyjeździe 34:26 z Wacker Thun, zaś w ostatnim meczu przegrały po raz drugi z BM Granollers. Fazę grupową zakończyły na 3. miejscu w tabeli z dorobkiem czterech punktów. Najskuteczniejszymi zawodnikami puławskiej drużyny w sezonie 2017/2018 byli: Marko Panić (36 bramek), Mateusz Seroka (32 bramki) i Paweł Podsiadło (29 bramek).
W sezonie 2018/2019 Azoty-Puławy trafiły w 3. rundzie eliminacyjnej Pucharu EHF na islandzkie Selfoss, które wyeliminowały (33:26; 27:28), awansując po raz drugi do fazy grupowej. W grupie D znalazły się wraz z duńskim GOG, niemieckim THW Kiel i hiszpańskim BM Granollers – w meczach z tymi zespołami zanotowały jeden remis i poniosły pięć porażek, kończąc zmagania na ostatnim 4. miejscu w tabeli. Szczególnie dobre recenzje puławscy szczypiorniści zebrali po wyjazdowym meczu z utytułowanym THW Kiel (23:26; 13 lutego 2019), którego wynik rozstrzygnął się dopiero w ostatniej minucie. Wyrównaną rywalizację Azoty toczyły również z BM Granollers – w spotkaniu domowym zremisowały 34:34, mimo że jeszcze trzy minuty przed końcem prowadziły czterema bramkami, a w meczu wyjazdowym przegrały 29:30. Najlepszym strzelcem puławskiego zespołu w sezonie 2018/2019 w Pucharze EHF był Paweł Podsiadło, który w ośmiu spotkaniach rzucił 47 bramek.

## Sukcesy
Krajowe
- Superliga:
  - 3. miejsce: 6x 2014/2015, 2015/2016, 2016/2017, 2017/2018, 2020/2021, 2021/2022
- Puchar Polski:
  - 2. miejsce: 1x 2017/2018
  - 3. miejsce: 2x 2012/2013, 2013/2014
- Król strzelców Ekstraklasy/Superligi:
  - 2009/2010: Wojciech Zydroń (247 bramki)
  - 2014/2015: Przemysław Krajewski (160 bramek)

Międzynarodowe
- Puchar EHF:
  - Faza grupowa: 2017/2018, 2018/2019
- Challenge Cup:
  - 1/2 finału: 2013/2014

## Kadra w sezonie 2022/2023
| Bramkarze - 1. Wadim Bogdanow - 12. Mateusz Zembrzycki - 16. Wojciech Borucki Lewoskrzydłowi - 3. Tobiasz Górski - 98. Piotr Jarosiewicz Prawoskrzydłowi - 21. Marek Marciniak - 88. Dawid Fedeńczak | Obrotowi - 27. Ivan Burzak - 75. Kelian Janikowski Rozgrywający - 7. Boris Živković - 10. Kacper Adamski - 11. Rafał Przybylski - 15. Michał Jurecki - 23. Jan Antolak - 34. Nacho Vallés - 35. Bartosz Kowalczyk |

### Transfery
Transfery w sezonie 2023/2024
| Przybyli - Deividas Virbauskas (CB Ademar León) - Paweł Ciupa (SMS Płock) - Ignacy Jaworski (SMS Płock) - Maciej Zarzycki (Grand Nancy MHB) - Dmytro Tiutiunnyk (Motor Zaporoże) | Odeszli - Nacho Vallés (BM Benidorm) - Valentyn Koshovy (koniec kariery) |

## Trenerzy od 2003
Od 2003 trenerami Azotów-Puławy byli:
| - Piotr Dropek (2003) - Jacek Zglinicki (styczeń 2004 – listopad 2004) - Stanisław Kubala (listopad 2004 – grudzień 2004) - Bogdan Kowalczyk (styczeń 2005 – grudzień 2005) - Edward Koziński (styczeń 2006 – wrzesień 2006) - Robert Nowakowski (wrzesień 2006 – październik 2006) - Roman Trzmiel (październik 2006 – grudzień 2006) - Bogdan Kowalczyk (styczeń 2007 – czerwiec 2007) - Giennadij Kamielin (lipiec 2007 – październik 2008) - Piotr Dropek (październik 2008 – czerwiec 2009) - Marek Motyczyński (lipiec 2009 – grudzień 2009) | - Bogdan Kowalczyk (styczeń 2010 – kwiecień 2011) - Marcin Kurowski (kwiecień 2011 – czerwiec 2013) - Bogdan Kowalczyk (lipiec 2013 – czerwiec 2014) - Dragan Marković (lipiec 2014 – październik 2014) - Ryszard Skutnik (listopad 2014 – czerwiec 2016) - Marcin Kurowski (lipiec 2016 – czerwiec 2017) - Daniel Waszkiewicz (lipiec 2017 – czerwiec 2018) - Bartosz Jurecki (lipiec 2018 – luty 2019) - Zbigniew Markuszewski (marzec 2019 – czerwiec 2019) - Michał Skórski (od lipca 2019) - Lars Walther - Robert Lis |

## Występy w najwyższej klasie rozgrywkowej
| Lp. | Sezon     | Miejsce |
| --- | --------- | ------- |
| 1.  | 1994/1995 | 11.     |
| 2.  | 2005/2006 | 10.     |
| 3.  | 2006/2007 | 9.      |
| 4.  | 2007/2008 | 6.      |
| 5.  | 2008/2009 | 9.      |
| 6.  | 2009/2010 | 4.      |
| 7.  | 2010/2011 | 5.      |
| 8.  | 2011/2012 | 5.      |

| Lp. | Sezon     | Miejsce |
| --- | --------- | ------- |
| 9.  | 2012/2013 | 4.      |
| 10. | 2013/2014 | 4.      |
| 11. | 2014/2015 | 3.      |
| 12. | 2015/2016 | 3.      |
| 13. | 2016/2017 | 3.      |
| 14. | 2017/2018 | 3.      |
| 15. | 2018/2019 | 6.      |
| 16. | 2019/2020 | 4.      |
| 17. | 2020/2021 | 3.      |

## Europejskie puchary
| Rozgrywki     | Sezon     | Runda      | Rywal                | Dom   | Wyjazd | Dwumecz |
| ------------- | --------- | ---------- | -------------------- | ----- | ------ | ------- |
| Challenge Cup | 2010/2011 | Runda 3    | HC VV Tikvesh 06     | 23:24 | 24:22  | 47:46   |
| Challenge Cup | 2010/2011 | 1/8 finału | Stord Handball       | 25:24 | 29:23  | 54:47   |
| Challenge Cup | 2010/2011 | 1/4 finału | RK Koper             | 25:25 | 26:33  | 51:58   |
| Challenge Cup | 2011/2012 | Runda 3    | RK Bjelovar          | 20:19 | 22:24  | 42:43   |
| Challenge Cup | 2012/2013 | 1/8 finału | Initia Hasselt       | 29:29 | 21:21  | 50:50   |
| Challenge Cup | 2013/2014 | Runda 3    | Özel Idare SK        | 27:23 | 35:30  | 62:43   |
| Challenge Cup | 2013/2014 | 1/8 finału | Nilüfer BK           | 39:31 | 36:29  | 75:60   |
| Challenge Cup | 2013/2014 | 1/4 finału | United HC Tongeren   | 31:22 | 26:23  | 57:45   |
| Challenge Cup | 2013/2014 | 1/2 finału | IK Sävehof           | 28:30 | 38:40  | 66:70   |
| Challenge Cup | 2014/2015 | Runda 3    | Metaloplastika Sabac | 32:24 | 26:20  | 58:44   |
| Challenge Cup | 2014/2015 | 1/8 finału | HC Vise BM           | 35:26 | 32:30  | 67:56   |
| Challenge Cup | 2014/2015 | 1/4 finału | SL Benfica           | 29:37 | 32:31  | 61:68   |
| Puchar EHF    | 2015/2016 | Runda 3    | Pfadi Winterthur     | 23:30 | 25:29  | 48:59   |
| Puchar EHF    | 2016/2017 | Runda 3    | SL Benfica           | 34:29 | 18:24  | 52:53   |
| Puchar EHF    | 2017/2018 | Runda 3    | TTH Holstebro        | 30:27 | 29:32  | 59:59   |
| Puchar EHF    | 2017/2018 | Grupa D    | Wacker Thun          | 31:29 | 34:26  | –       |
| Puchar EHF    | 2017/2018 | Grupa D    | BM Granollers        | 30:37 | 26:32  | –       |
| Puchar EHF    | 2017/2018 | Grupa D    | Chambéry Savoie      | 25:27 | 22:28  | –       |
| Puchar EHF    | 2018/2019 | Runda 3    | Selfoss              | 33:26 | 27:28  | 60:54   |
| Puchar EHF    | 2018/2019 | Grupa D    | GOG                  | 28:31 | 29:41  | –       |
| Puchar EHF    | 2018/2019 | Grupa D    | THW Kiel             | 26:35 | 23:26  | –       |
| Puchar EHF    | 2018/2019 | Grupa D    | BM Granollers        | 34:34 | 29:30  | –       |
| Puchar EHF    | 2019/2020 | Runda 2    | Handball Esch        | 31:28 | 26:25  | 57:53   |
| Puchar EHF    | 2019/2020 | Runda 3    | Gwardia Opole        | 29:28 | 24:26  | 53:54   |
| Źródło: EHF   |           |            |                      |       |        |         |